# Iveland
Iveland là một ngôi làng và đô thị ở hạt Aust-Agder, Na Uy. Nó là một phần của khu vực truyền thống của Sørlandet. Trung tâm hành chính là làng Birketveit.
Iveland là đô thị nhỏ nhất trong Setesdal. Sông Otra chảy qua Iveland là con sông lớn nhất ở huyện Sørlandet. Hướng tới phía đông giáp hồ Oggevatn.
Đô thị này giáp ở phía tây bắc của Hornnes Evje og, ở phía đông bắc và phía đông bởi Birkenes, và ở phía nam và phía tây của Vennesla. Đô thị này có ba dân số trung tâm: Birketveit, Vatnestrøm, và Skaiå.